# Christina Grimmie
Christina Victoria Grimmie, känd från Youtube under namnet zeldaxlove64, född 12 mars 1994 i Marlton i New Jersey, död (mördad) 10 juni 2016 i Orlando i Florida, var en amerikansk sångerska och pianist som blev känd genom sina covers av kända låtar från artister som Selena Gomez, Demi Lovato, Lady Gaga, Miley Cyrus, Justin Bieber, Nelly, Christina Aguilera. År 2014 kom hon på tredje plats i The Voice USA.

## Youtube-kändisskap
Christina Grimmie är mest känd för sin video tillsammans med Kurt Hugo Schneider som gör en cover på låten Just A Dream av artisten Nelly. Videon har över 160 miljoner visningar och hennes Youtube-kanal har över 335 miljoner visningar.

## Karriär
Christina Grimmie medverkade i den allra första Digitour, vilket är framställt för Youtube-musiker. Hon kom med på Billboard Social 50. Sedan 2010 var Christina bakgrundssångare för Selena Gomez & the Scene och under sommaren 2011 turnerade hon tillsammans med dem. Christina Grimmie var även förband åt artister som Selena Gomez, Jonas Brothers och Allstar Weekend. Grimmie jobbade även som soloartist och släppte den 14 juni 2011 en EP med titeln Find Me. Hennes första singel hette "Advice". Den 6 augusti 2013 släppte Grimmie sitt album "With Love".
Under 2014 medverkade hon i den sjätte säsongen av TV-programmet The Voice USA där hon slutade på tredje plats.

## Grimmies död
Efter konserten den 10 juni 2016 när Grimmie signerade på skivor kom Kevin James Loibl fram med ett vapen i varje hand och sköt Christina, innan han tog sitt eget liv. Grimmie fördes till sjukhus, men hon dödförklarades några timmar senare.

## Låtarna på With Love
| Nr           | Titel                     | Längd |
| ------------ | ------------------------- | ----- |
| 1.           | Over Overthinking You     |       |
| 2.           | Absolutely Final Goodbye  |       |
| 3.           | Make it Work              |       |
| 4.           | Get Yourself Together     |       |
| 5.           | With Love                 |       |
| 6.           | Tell My Mama              |       |
| 7.           | Feelin' Good              |       |
| 8.           | The One I Crave           |       |
| 9.           | I Bet You Don't Curse God |       |
| 10.          | Think of You              |       |
| 11.          | My Anthem                 |       |
| Total längd: | Total längd:              | 38:05 |